# Prżno
Prżno (cz. Pržno) – wieś i gmina w kraju morawsko-śląskim, w powiecie Frydek-Mistek w Czechach, ok. 8 km na południe od Frydka-Mistka. Miejscowość leży na prawym brzegu Ostrawicy, na historycznym Śląsku Cieszyńskim.

## Historia
Pierwsza pisemna wzmianka pochodzi z 1580.
W 1573 roku zostało sprzedane przez książąt cieszyńskich wraz z miastem Frydek i kilkunastoma innymi wsiami by utworzyć frydeckie państwo stanowe.
Według austriackiego spisu ludności z 1900 w 58 budynkach w miejscowości na obszarze 310 hektarów mieszkało 439 osób, co dawało gęstość zaludnienia równą 141,6 os./km². z tego 432 (98,4%) mieszkańców było katolikami a 7 (1,6%) ewangelikami, 436 (99,33%) było czesko- a 1 (0,2%) niemieckojęzycznym. Do 1910 roku liczba budynków wzrosła do ? a mieszkańców do 504, z czego 470 było zameldowanych na stałe, 495 (98,2%) było czesko- a 9 (1,8%) niemieckojęzycznymi. Podział według religii kształtował się następująco: 498 (98,8%) katolików, 6 (1,2%) ewangelików.